# The Tranquillity Alternative
La alternativa para Tranquility (en inglés: The Tranquillity Alternative; pronunciado /ðə tɹænˈkwɪləti ɒlˈtɜːnətɪv/) es una novela de ciencia ficción y drama espacial escrita por Allen Steele y publicada por Ace Books en 1996. Esta obra no ha sido editada ni publicada en castellano. Sexta novela del autor, narra una historia alternativa en la que los Estados Unidos ubican misiles nucleares en la Luna en 1960. El país luego pierde interés por la carrera espacial y decide enviar astronautas a destruir los misiles. Es entonces cuando Corea del Norte decide robar los misiles.

## Contexto

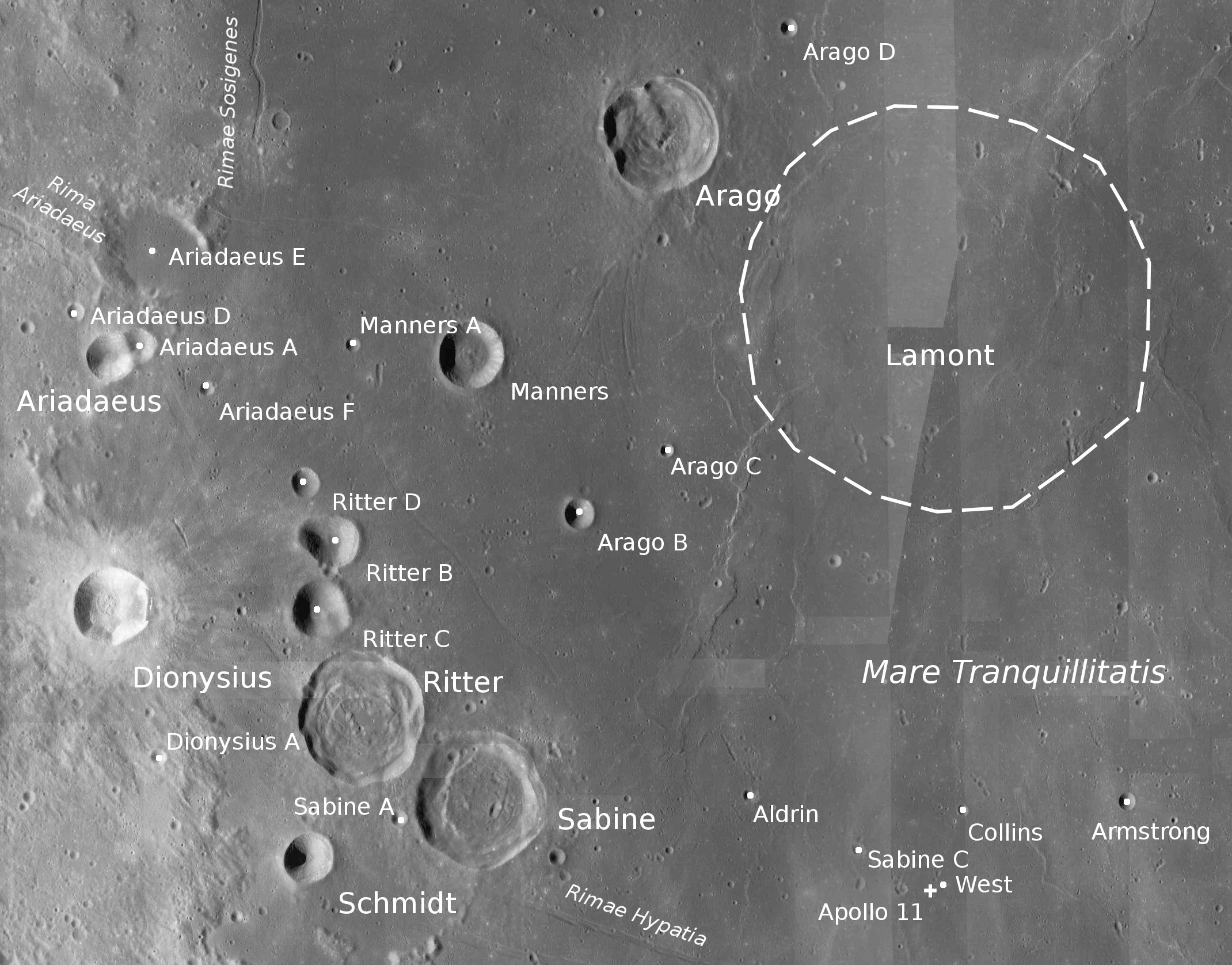
Mapa de la Luna donde se muestra Mare Tranquillitatis.

La idea original de esta obra se ve ya en los primeros escritos del autor, como en su novela corta ‘Operation Blue Horizon’ publicada en la revista Worcester Monthly en septiembre de 1988. El texto publicado no dejó completamente satisfecho al autor y la reeditó publicándola como ‘Goddard's People’ (1991) en la revista Asimov's Science Fiction Magazine. Ésta, junto al cuento ‘John Harper Wilson’ (1989); inspirado por la novela The Conquest of Space de Willy Ley, su adaptación cinematográfica y el arte astronómico de Chesley Bonestell, fueron el material base para la redacción de la novela.
Steele quería hacer una novela que fusionará ciencia ficción de futuro cercano con un thriller de misterio ambientada en el espacio, que no se asemejara a tecno-thrillers como Storming Intrepid de Payne Harrison o Silver Tower de Dale Brown. A diferencia de los baby boomers que crecieron con Tom Corbett, Space Cadet y la película Destination Moon, los referentes culturales del autor eran Across the Space Frontier (1952) de Cornelius Ryan, además de Star Trek y 2001: Odisea en el espacio.

## Composición

Logo de la National Aeronautics and Space Administration (NASA).

El libro se compone de 22 capítulos no titulados y un epílogo, intercalados con material que da una visión más amplia del mundo que se describe; como lo son la transcripción del discurso radiofónico del presidente Harry S. Truman dirigido a la nación informando la exitosa interceptación al Amerika Bomber.
Cuestionado por la doble l en el nombre de la novela el autor comentó: «Así aparece en el mapa. Esa fue una de las cosas que me preguntaron los editores de Ace. Es una cosa muy rara, porque tranquilidad en el diccionario se escribe con una ‘L’, pero si vas y echas un vistazo al mapa lunar, tiene dos ‘L’. Esto es algo que tuvimos que volver a mirar. Supongo que quien hizo los mapas originales de la Luna lo escribió mal y se quedó grabado.» Y en la introducción a la primera edición digital reafirma: «No, la segunda palabra del título no es un error tipográfico. El The Sea of Tranquillity tiene dos l, un error ortográfico que se remonta a los mapas lunares originales. Seguí lo que está en el mapa, no lo que está en el diccionario.»

## Argumento

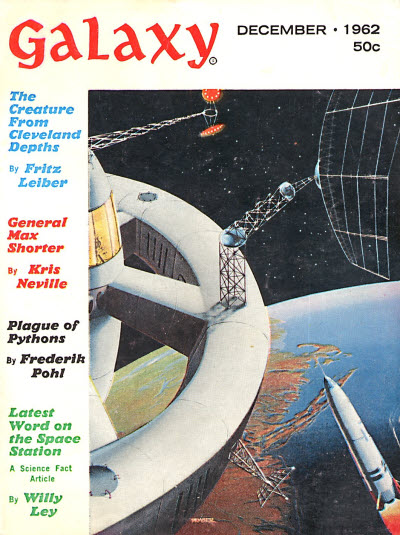
El libro The Conquest of the Space de Willy Ley inspiró al autor a escribir historias ambientadas en el espacio cercano.

The Tranquillity Alternative es una ucronía ambientada en 1995, donde los viajes espaciales se desarrollaron antes, como consecuencia de la tecnología de los bombarderos hipersónicos. En el apogeo de la Guerra Fría, Estados Unidos colocó seis misiles con ojivas nucleares como último elemento disuasivo ante un ataque furtivo soviético. La idea era que si los soviéticos intentaban asestar un golpe de gracia a los activos terrestres de Estados Unidos, los misiles lunares todavía estarían allí para contraatacar.
Debido a la falta de financiación y de interés público, la NASA se ve obligada a vender el puesto de avanzada lunar Tranquility Base, a un conglomerado alemán. Pero antes de que los alemanes puedan tomar posesión para convertirla en un vertedero de desechos tóxicos, Estados Unidos tiene una última misión: destruir los misiles nucleares colocados allí hace dos décadas, para garantizar que nunca caigan en manos del enemigo y para mostrar que Estados Unidos ha renunciado a la militarización del espacio. La última misión a Tranquillity Base se realiza para desmantelar los misiles.

## Personajes

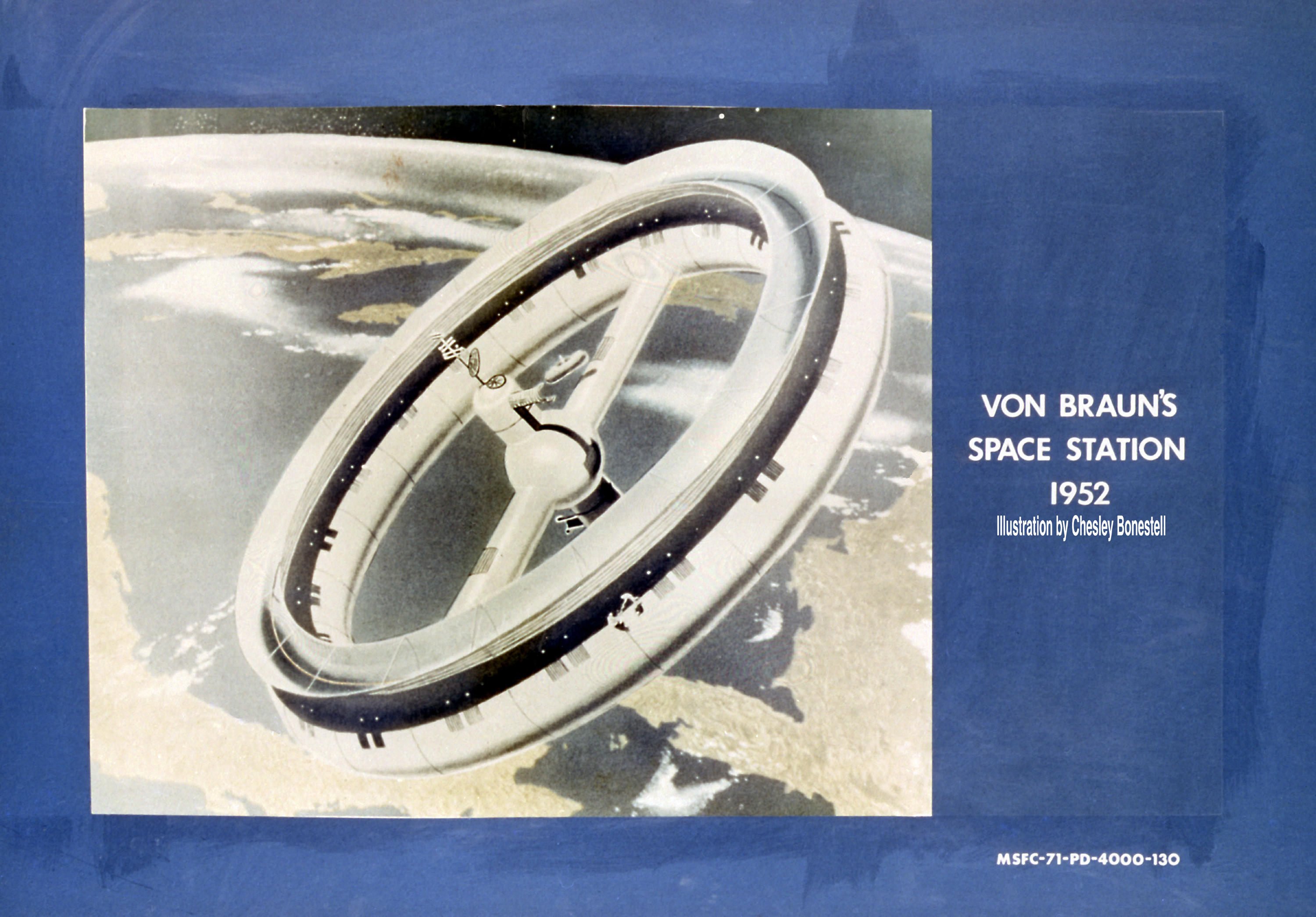
Arte astronómico de Chesley Bonestell, fuente de inspiración para el autor.

- Paul Dooley: genio de la informática. Fanático de la pizza con pepperoni, aceitunas y queso extra.[11]
- Mike Momphrey: guardaespaldas asignado a Paul Dooley.[12]
- Gene Parnell: piloto. Anciano blanco dado a la nostalgia. Lidera la última misión de Estados Unidos a la Luna.[13] Conoció a su esposa en 1961 después de haberse graduado en Annapolis. A pesar de que trotaba 3 o 4 kilómetros cada mañana tenía barriga. Su corte a ras era entrecano y la barba corta que se había dejado era tan blanca como la arena de la playa.[14]
- Judith Parnell: esposa de Gene Parell. Tenía 54 años. Estudio en Wellesley. Su cabello era completamente gris. Practicaba el tenis, por lo que aún tenía buenos reflejos. Tenía 34 años casada con Gene.[14]
- Helen Parnell: hija de Gene y Judith.[14]
- Gene Jr. Parnell: hijo de Gene y Judith.[15] Novio de Spike. Constante fuente de preocupación de sus padres. Fue expulsado de dos colegios privados y abandonó la universidad. Arrestado por vender mariguana. Finalmente se establece en Los Ángeles después de hacer autoestop por todo el país. Administraba una boutique retro.[16]
- Spike: vocalista de una banda de Los Ángeles llamada The Doggy Position. Tenía tatuajes interesantes y tenía interés en dejar su trabajo para abrir un sex shop en Hollywood.[16]
- Joe Clark: técnico de la sala de despegue. Antiguo miembro del Proyecto Luna.[13]
- Keit Baldini: técnico de la sala de despegue. Antiguo miembro del Proyecto Luna.[13]
- Cristine Ryer: astronauta.[17] Copiloto de la misión.[18] Lesbiana resentida. Despreciada por sus colegas.[17]
- Jay Lewitt: ingeniero de vuelo del Conestoga.[17]
- Lisa: esposa de Jay Lewitt.

## Tiempo
La novela transcurre en una única semana y está ambientada primero en la Base de la Fuerza Espacial Patrick, donde debe reunirse la tripulación que luego partirá hacia la Luna a desmantelar los misiles nucleares allí apostados.   

### Tiempo histórico

Logo de la Iniciativa de Defensa Estratégica.

La novela explora lo que podría haber sucedido con programa espacial estadounidense si hubiera tomado forma en el contexto de la Segunda Guerra Mundial. La historia narrada transcurre en un 1995 en donde la carrera espacial se desarrolló de manera temprana y se consiguieron varios hitos en la exploración espacial, que en nuestra realidad no han sido conseguidos. En esta realidad alternativa Michael Jackson es un defensor de los derechos civiles y vive en unión libre con Brooke Shields; quien se encuentra nominada a un premio Oscar en la categoría de mejor actriz. En la presidencia de Bill Clinton, este se reúne con Carlos III del Reino Unido; quien ya ha sido coronado rey para discutir un tratado de libre comercio entre ambas naciones.

## Espacio

Sello de la Fuerza Espacial de los Estados Unidos.

La novela inicia en el cuarto 176 del Hotel Satellite Beach Holiday Inn. De allí la historia pasa a una casa en la playa, ubicada en Merrit Island, cerca del perímetro sur del Centro espacial John F. Kennedy. Último lugar en Tierra donde se reúnen los astronautas antes de partir hacia el espacio exterior.

## Recepción
Paul Di Filippo reseñando el libro para la revista Science Fiction Age comentó: «Steele parece estar moviéndose deliberada y cautelosamente hacia el territorio de Tom Clancy.» Recalca también como su escritura recicla su propio contenido: «El primer capítulo...recuerda el primer capítulo de Clarke County, Space. De Lunar Descent, obtenemos el tropo del viejo pistolero llamado de vuelta al servicio...Y el piloto lunático del remolcador espacial que conocíamos como Virgin Bruce en Orbital Decay aquí se llama Dr. Z.» Para finalmente destacar: «Este es su libro mejor escrito hasta el momento a nivel estructural y frase por frase. Alguna vez propenso a sonar como un bromista hermano menor, Steele aquí es silencioso y elegíaco, e incluso alcanza la poesía real.»
Tim Sullivan en su reseña para The Washington Post escribe: «The Tranquillity Alternative, es ciencia ficción dura en su máxima expresión.» Y comenta: «nos prepara para un excelente clímax en la luna, con mucha acción, giros impredecibles en la trama y una historia alternativa creíble del medio siglo posterior a la Segunda Guerra Mundial hasta el presente, todo perfectamente conectado con las motivaciones y acciones de personajes bien dibujados.»
The Magazine of Fantasy & Science Fiction expone: «The Tranquillity Alternative es un gran thriller espacial. Steele se divierte mucho retocando los acontecimientos de nuestras vidas, desde los aspectos culturales del cine, la televisión y la música hasta la política y los avances de la exploración espacial. Lo mejor de todo es que no hace falta ser un adicto a la tecnología para disfrutarlo.» Lucas Gregor para Absolute Magnitude elogia a Allen Steele diciendo: «ha mostrado crecimiento con cada nuevo libro que ha escrito. The Tranquility Alternative no es una excepción. Uno sólo puede preguntarse hasta dónde llevará Steele la ciencia ficción dura.» Y comenta: «Lo que sigue es una historia tensa, llena de suspenso y acción, de intriga y política internacional. Si aún no conoce la obra de Steele, éste es el momento perfecto para hacerlo.»
Kirkus Reviews reseña: «Impresionante en el departamento de hardware, aunque con personajes decepcionantemente estereotipados», ... «no puede disimular la escasez de trama... o que el verdadero propósito de Steele es más la propaganda que el entretenimiento». Por su parte Publishers Weekly resalta: «Varias subtramas prometedoras, que tratan sobre un interés amoroso lésbico y las costumbres informáticas, no se explotan plenamente, y la construcción del mundo de Steele, que nunca fue sólida, es especialmente débil aquí, con muchos de los desarrollos sociales y sociológicos mal concebidos».
Por último, Ernest Lilley de la revista SFRevu comenta: «Es LO CORRECTO y los años 90. Es George Pal y George Lucas. Es ayer y hoy, y no sale como esperábamos. Es una historia que Robert Heinlein habría reconocido de inmediato... salió terriblemente mal y está maravillosamente escrita.»

## Legado
En 1994 Steele publicó V-S Day: A Novel of Alternate History, una novela que funciona como precuela para The Tranquillity Alternative. Esta historia fue nominada para el Premio Sidewise de 2015 en la categoría Mejor historia larga, pero lo perdió a manos de The Enemy Within de Kristine Kathryn Rusch.